# Son Bou i barranc de sa Vall
Son Bou i barranc de sa Vall este o arie protejată (sit de importanță comunitară — SCI, arie de protecție specială avifaunistică — SPA) din Spania întinsă pe o suprafață de 1.174,73 ha, integral pe uscat.

## Localizare
Centrul sitului Son Bou i barranc de sa Vall este situat la coordonatele 39°55′31″N 4°04′38″E / 39.9252°N 4.0771°E.

## Înființare
Situl Son Bou i barranc de sa Vall a fost declarat arie de protecție specială avifaunistică în martie 2006 pentru a proteja 1 specie de plante și 13 specii de animale. Situl a fost protejat și ca sit de importanță comunitară în iulie 2000.

## Biodiversitate
Situată în ecoregiunea mediteraneană, aria protejată conține 18 habitate naturale: Lagune de coastă, Pseudostepă cu ierburi și specii anuale de Thero-Brachypodietea, Lacuri eutrofice naturale cu vegetație de tip Magnopotamion sau Hydrocharition, Dune mobile de-a lungul țărmului cu Ammophila arenaria („dune albe”), Păduri termofile cu Fraxinus angustifolia, Tufărișuri termo-mediteraneene și de pre-deșert, Mlaștini calcaroase cu Cladium mariscus și specii de Caricion davallianae, Faleze cu vegetație de Limonium spp. endemic de pe coastele mediteraneene, Păduri de Quercus ilex și Quercus rotundifolia, Păduri de Olea și Ceratonia, Galerii și tufărișuri riverane sudice (Nerio-Tamaricetea și Securinegion tinctoriae), Pășuni mediteraneene udate de apa mării (Juncetalia maritimi), Tufărișuri halofile mediteraneene și termo-atlantice (Sarcocornetea fruticosi), Phrygana endemică cu Euphorbio-Verbascion, Iazuri temporare mediteraneene, Dune de pe litoral fixate cu Crucianellion maritimae, Pante stâncoase calcaroase cu vegetație casmofită, Dune cu tufărișuri sclerofile Cisto-Lavenduletalia.
La baza desemnării sitului se află mai multe specii protejate:
- plante (1): Paeonia cambessedesii
- păsări (11): privighetoare-de-baltă (Acrocephalus melanopogon), pasărea ogorului (Burhinus oedicnemus), ciocârlie-cu-degete-scurte (Calandrella brachydactyla), caprimulg (Caprimulgus europaeus), șoim călător (Falco peregrinus), Galerida theklae, acvilă pitică (Hieraaetus pennatus), gaia roșie (Milvus milvus), vultur egiptean (Neophron percnopterus), turturică (Streptopelia turtur), silvie de tufiș (Sylvia undata)
- nevertebrate (1): croitorul mare al stejarului (Cerambyx cerdo)
- reptile (1): țestoasă bănățeană (Testudo hermanni)